# Yu Youren
Yu You-ren (en chino tradicional, 于右任; pinyin, Yú Yòurèn; 11 de abril de 1879 - 10 de noviembre de 1964) fue un político, militar, calígrafo, poeta y educador chino. Fue miembro fundador del Kuomintang y fungió como presidente del Yuan de Control de la República de China desde 1930 hasta su muerte.

## Biografía
Nació en la ciudad de Xianyang, en la provincia de Shaanxi. En 1903 aprobó la examinación imperial de la dinastía Qing en el grado de jǔrén (maestro). Hacia 1906 estudió en Japón, y al volver a China al año siguiente se trasladó a Shanghái y comenzó a simpatizarse con el movimiento revolucionario republicano que buscaba derrocar al gobierno imperial chino.

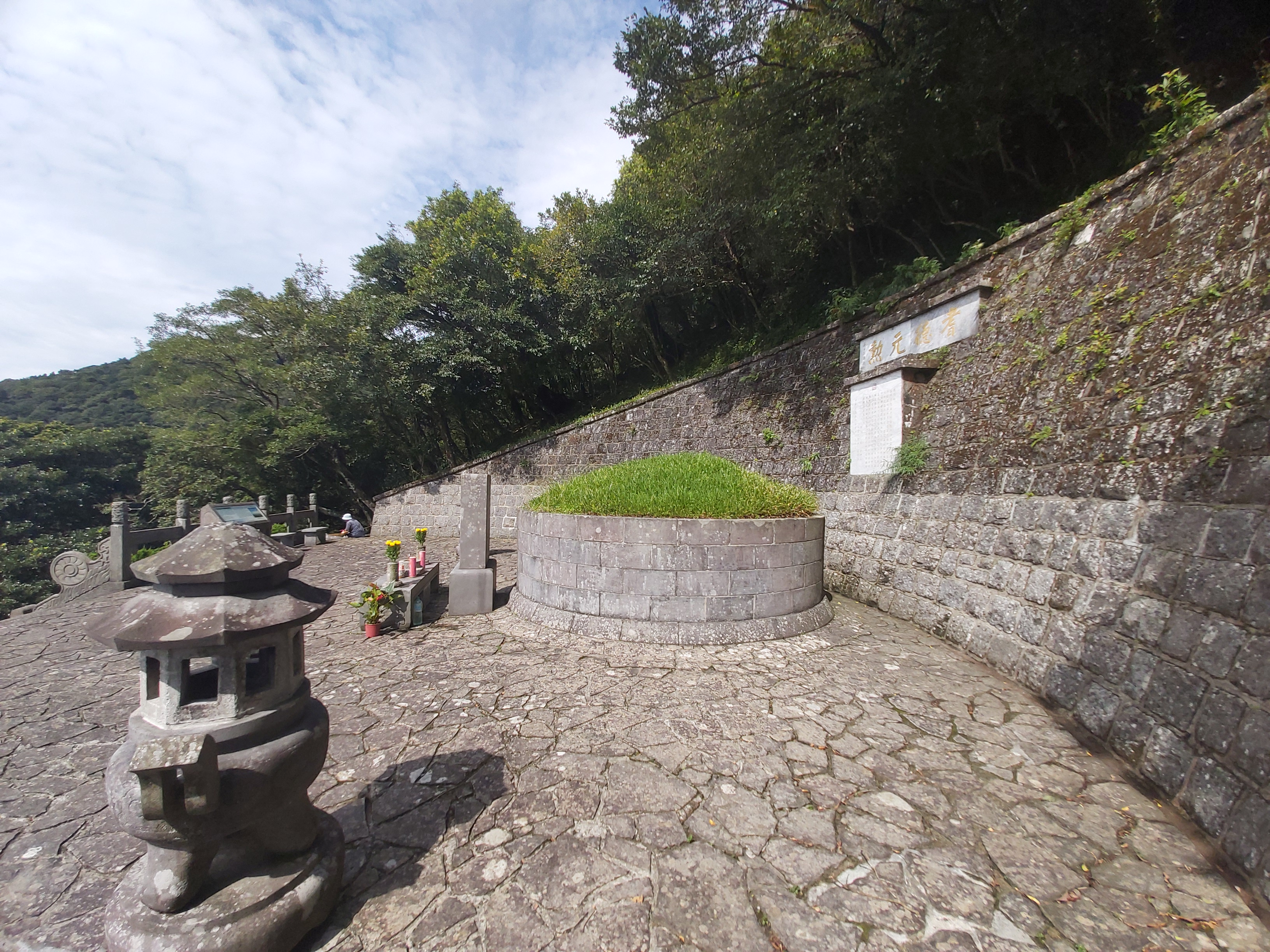
Cementerio de Yu You-ren

Con el establecimiento de la República de China en enero de 1912 fue nombrado viceministro de Comunicaciones. En 1913, con el asesinato del presidente del Kuomintang, Song Jiaoren, Yu se volvió crítico contra el presidente Yuan Shikai y participó militarmente en la Segunda Revolución. Yu también participó en la primera parte del Movimiento de Protección de la Constitución durante 1918, en su ciudad natal.
En 1922 vuelve a Shanghái y junto con Ye Chucang fundan la Universidad de Shanghái y se convierte en su primer presidente. Entre 1924 y 1927 asume varios puestos gubernamentales y militares del Kuomintang en Shanghái, y en abril de 1927 es nombrado director del comité de asuntos militares del gobierno nacionalista establecido en Nanjing. Fue un importante aliado político de Chiang Kai-shek.
En noviembre de 1930 Yu es nombrado presidente del Yuan de Control, uno de los cinco órganos del gobierno y que vigila las acciones de éste. Este cargo lo ostentó por el resto de su vida, totalizando 34 años en el puesto. En 1948 se postuló en las elecciones para vicepresidente de la República, sin embargo, fue derrotado por Li Zongren. Al finalizar la guerra civil china en 1949, se trasladó junto con el resto del gobierno nacionalista a la isla de Taiwán. Fallecería en 1964 a la edad de 85 años.